# Postexpedition
Als Postexpeditionen wurden seit dem 18. Jahrhundert in einigen deutschen Teilstaaten und Staatenverbunden kleine, den eigentlichen Postämtern untergeordnete Poststellen bezeichnet.
Postexpeditionen gab es bei der früheren Preußischen Post und bei ihren Nachfolgeorganisationen, der Postverwaltung des Norddeutschen Bundes und der Reichspostverwaltung. Des Weiteren gab es Postexpeditionen in Bayern und Württemberg.
Die Postexpeditionen würden in der heutigen Zeit einer Postagentur entsprechen.

## Preußen

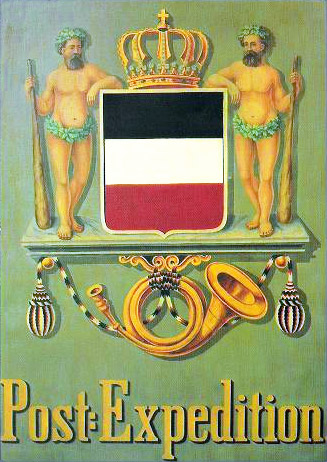
Posthausschild der Norddeutschen Bundespost 1868–71

Die preußischen Postexpeditionen sind aus den unter Friedrich Wilhelm I. gegründeten Postwärterämtern hervorgegangen. Diese waren hinsichtlich des Kassen- und Rechnungswesens dem nächstgelegenen Postamt zugeteilt, standen aber sonst unmittelbar unter dem Generalpostamt.
Die Verwaltung der Postwärterämter wurde in der Regel Ortseinwohnern als Nebenbeschäftigung übertragen. Gelegentlich der Stein-Hardenbergschen Verwaltungsreform, die auch einige Änderungen in der Behördenverfassung der Post brachte, erhielten die Postwärterämter den Namen »Postexpedition«, ohne dass an ihrer rechnungsmäßigen Unterstellung unter die Postämter etwas geändert wurde. Diese Bezeichnung blieb auch nach Schaffung der Oberpostdirektionen 1850 bestehen.
Die Unterstellung der Postexpeditionen unter die Postämter hörte jedoch auf. Die Expeditionen wurden in die Klassen I und II eingeteilt; die Vorsteher der Postexpedition I. Klasse waren kündbar angestellte Fachbeamte mit der Amtsbezeichnung Postexpeditient, die der II. Klasse nebenamtlich tätige Ortseinwohner mit der Bezeichnung Postexpediteur. Beide Klassen rechneten unmittelbar mit der Oberpostkasse ab.
1871 wurden die Postexpeditionen I. Klasse in Postverwaltungen umgewandelt, während die Postexpeditionen II. Klasse ihren Namen, ohne Zusatz, beibehielten. 1876 (gelegentlich der Verschmelzung der Telegraphie mit der Post) wurden die Postexpeditionen umbenannt in „Postämter III. Klasse“, deren Leitung Fachbeamte übernahmen.

## Bayern
Bei der Bayerischen Post entstanden die Postexpeditionen 1808 bei Übernahme des Taxisschen Postwesens durch den bayerischen Staat. Sie waren den Oberpostämtern unterstellt, meistens mit den Posthaltereien vereinigt und Privatpersonen, übertragen. 1898 traten an Stelle der Postexpeditionen entweder Postämter III. Klasse oder Postagenturen oder auch Posthilfstellen an Orten mit geringem Verkehrsaufkommen.

## Württemberg
Die Württembergische Post übernahm die Bezeichnung Postexpedition beim Übergang der Taxisschen Post in staatliche Verwaltung 1851. Sie galt für die Postanstalt ohne Poststall, während die Postanstalt mit Poststall Postämter hießen. 1876 wurde diese Unterscheidung aufgehoben und auch den Postexpeditionen der Name Postamt beigestellt.